# Riesenhuhn
|  | Dieser Artikel wurde aufgrund von formalen oder inhaltlichen Mängeln in der Qualitätssicherung Biologie im Abschnitt „Vögel“ zur Verbesserung eingetragen. Dies geschieht, um die Qualität der Biologie-Artikel auf ein akzeptables Niveau zu bringen. Bitte hilf mit, diesen Artikel zu verbessern! Artikel, die nicht signifikant verbessert werden, können gegebenenfalls gelöscht werden. Lies dazu auch die näheren Informationen in den Mindestanforderungen an Biologie-Artikel. |

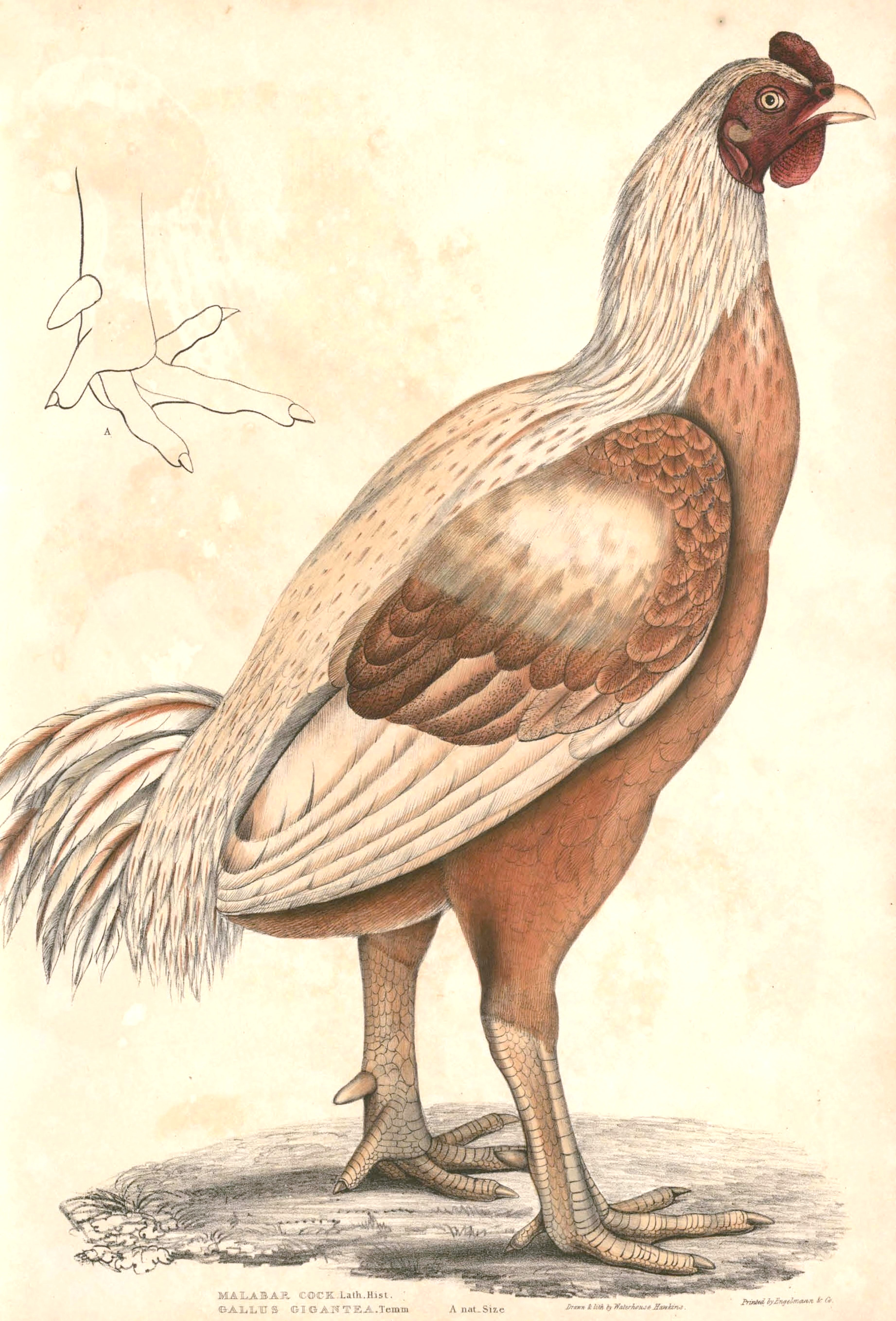
Hahn, wie dargestellt durch Thomas Hardwicke (1755–1835)

Das Riesen-Huhn (Gallus giganteus) ist eine hypothetische, vom holländischen Ornithologen Coenraad Jacob Temminck beschriebene wilde Hühnerart, die in Ostasien leben oder gelebt haben soll.
Die „Art“ wurde in zeitgenössische Beschreibungen, so in die Monographien von William Jardine und von Leopold Fitzinger aufgenommen. Diese vermuteten, dass das Riesenhuhn Stammart bzw. Stammform verschiedener großer, schwerer Rassen des Haushuhnes sei.  Da keine Tiere wiedergefunden wurden und kein Typusmaterial aufzufinden ist, ist sie wissenschaftlich nicht anerkannt.

## Zeitgenössische Beschreibung
Leopold Josef Fitzinger beschrieb 1878 das Riesen-Huhn in seinem Werk „Die Arten und Racen des Huhnes“ folgendermaßen:

„Der Oberschnabel ist an seiner Wurzel glatt und abgerundet, die Nasenlöcher sind eng, die Füsse vierzehig, die Läufe verhältnissmässig ziemlich kurz und dick. Der Kamm ist beim Männchen zwar gross, aber nicht von besonderer Höhe, aufrechtstehend, einfach, blattförmig, gezackt und hinten in eine Spitze ausgezogen, beim Weibchen jedoch beträchtlich kleiner. Die Kehllappen sind doppelt, beim Männchen gross, lang und eiförmig abgerundet, beim Weibchen dagegen klein, kurz und fast wie abgestutzt; die Ohrlappen beim Männchen gross, beim Weibchen aber bedeutend kleiner. Die Kehle ist kahl und ebenso auch die Gegend um die Augen und die Wangen. Der Scheitel ist ohne Schopf und an der Kehle ist kein Federbart vorhanden. Die Halsfedern sind lang, schmal und spitz. Das Körpergefieder ist nicht allenthalben, doch grösstentheils geschlossen, denn an manchen Stellen und vorzüglich am Bürzel sind die Federfahnen voneinander getrennt. Der nicht sehr hoch getragene Schwanz des Männchens ist ziemlich reichlich, aber mit nur wenig langen Sichelfedern besetzt. Die Beine sind kahl und beim Männchen mit sehr langen, starken Sporen bewaffnet.

 Die Färbung des Gefieders ist nach dem Geschlechte verschieden.

 Beim Männchen sind der Nacken und der Rücken von licht gelbbräunlich-weisser Farbe und längs der Federschäfte gelbbraun, und von derselben Färbung sind auch der Vorderhals, der Bürzel und der Schwanz, doch sind dieselben mit dunkelroth-braunen Schaftstrichen gezeichnet. Die Brust, der Bauch, das Schenkelgefieder und der Steiss sind röthlich-braungelb oder ochergelb. Die kleinen und grossen Deckfedern der Flügel sind gleichfalls röthlich-braungelb, die mittleren dagegen licht gelb-bräunlich-weiss und ebenso auch die Schwingen. Der Kamm, die Kehllappen, die kahle Haut der Augengegend, der Wangen und der Kehle sind violetroth, die Ohrlappen weiss, die Beine bräunlichweiss. 

Beim Weibchen sind die Nackenfedern gelbbraun und längs der ebenso gefärbten Schäfte jederseits mit einem schwarzbraunen Flecken gezeichnet. Der Vorderhals, die Brust, der Bauch und der Steiss sind dunkelbraun mit gelbbraunen Federschäften, das Schenkelgefieder ist aber einfärbig dunkelbraun. Die Deckfedern der Flügel sind dunkelbraun mit hellgelben Schäften, die Schwingen und der Schwanz sind schwarz. 

Diese höchst ausgezeichnete Art bewohnt – wie Temminck uns berichtet, dem wir die erste genauere Kunde von derselben zu verdanken haben – sowohl die Wälder im südlichen Theile von Sumatra, als auch im Westen von Java. Der Angabe Gray's zufolge soll sie aber auch auf dem Festlande von Ost-Indien und zwar im südlichen Theile von Vorder-Indien heimisch sein und an der Küste von Malabar angetroffen werden. […]“